# Tack vare Iris
Tack vare Iris är en roman skriven av Per Anders Fogelström och utkom 1959. Tack vare Iris är en fristående fortsättning på boken Medan staden sover.

## Romanfigurerna
- Iris
- John ”Jompa”
- Bertil 6 år – Iris och Jompas son
- Gunnar ”Slampen” – Iris bror
- Mary – Slampens fru
- Barbro ”Titti” –  Slampen och Marys dotter
- Greta – Iris och Slampens mamma
- Oscar – Iris och Slampens pappa
- Knatten – Tidigare medlem i Jompagänget
- Kalle Lund – Kriminell kille som suttit i fängelse till och från
- Lång-Sam – Tidigare medlem i Jompagänget
- Lizzy – Lång-Sams lillasyster

## Källa
- Fogelström, Per Anders (1959). Tack vare Iris. FIB:s folkböcker, 99-1238914-X ; 169. Stockholm: Folket i bild. Libris 1928460